# Sjonhems församling
Sjonhems församling var en församling. Församlingen uppgick 2006 i Vänge församling.
Församlingskyrka var Sjonhems kyrka.

## Administrativ historik
Församlingen har medeltida ursprung. 
Församlingen var från 1500-talet till 1943 moderförsamling i pastoratet Sjonhem och Viklau. Från 1943 till 2006 var den annexförsamling i pastoratet Vänge, Buttle, Guldrupe, Sjonhem och Viklau som 1962 utökades med Halla församling.
År 2006 uppgick denna församling i Vänge församling tillsammans med övriga församlingar i pastoratet.
Församlingskod var 098039.